# Comité Paralímpico Paraguayo
El Comité Paralímpico Paraguayo es el comité paralímpico nacional que representa a Paraguay. Esta organización es la responsable de las actividades deportivas paralímpicas en el país. Es miembro del Comité Paralímpico Internacional y del Comité Paralímpico de las Américas.